# Star Trek: Raumschiff Voyager/Staffel 6
Die sechste Staffel der Fernsehserie Star Trek: Raumschiff Voyager wurde ab September 1999 in den USA erstausgestrahlt. In Deutschland wurde die Staffel von Oktober 2000 bis Juni 2001 erstmals gezeigt.

## Episoden und Erstausstrahlung
| Nr. (ges.) | Nr. (St.) | Deutscher Titel                | Originaltitel               | Erstausstrahlung USA | Deutschsprachige Erstausstrahlung (D) | Regie              | Drehbuch                                                                                         |
| --- | --------- | ------------------------------ | --------------------------- | -------------------- | ------------------------------------- | ------------------ | ------------------------------------------------------------------------------------------------ |
| 121 | 1         | Equinox – Teil 2               | Equinox, Part II            | 22. Sep. 1999        | 14. Okt. 2000                         | David Livingston   | Brannon Braga, Joe Menosky; Idee: Rick Berman, Brannon Braga, Joe Menosky                        |
| Die Folge ist eine Fortsetzung von Equinox, Teil 1, aus der 5. Staffel. In Teil 1 trifft die Voyager auf ein weiteres Raumschiff der Föderation, die Equinox, die die Bioenergie von nukleogenetischen Wesen verwendet, um schneller reisen zu können. Seven und der Doktor wurden nach einem Konflikt zwischen Voyager und Equinox von der Equinox entführt. Seven hat die Zugriffscodes des Raumschiffes Equinox für die Kontrollen des Warpkerns verschlüsselt, um die Equinox daran zu hindern, weitere fremde Wesen für den schnellen Antrieb zu ermorden. Die Crew der Equinox entfernt daraufhin die ethischen Subroutinen des Doktors, um ihn zu zwingen, die Verschlüsselungscodes aus Sevens Gehirn gegen ihren Willen zu extrahieren. In der Zwischenzeit ergreift Janeway zu extremen Maßnahmen, um die Equinox zu stoppen, so ordnet sie an, Torpedos auf die Equinox zu feuern und droht einem gefangen genommenen Crewmitglied der Equinox mit einem schmerzhaften Tod, um Informationen über die Equinox zu erpressen. Chakotay, der Janeways Maßnahmen hinterfragt, wird von ihr vom Dienst suspendiert. Captain Ransom an Bord der Equinox bereut inzwischen seine Handlungen. Als er seine Crew anweist, zur Voyager zurückzukehren, meutert ein Teil, ein anderer hält aber noch zu Captain Ransom. Ransom gelingt es schließlich, dass der Doktor und Seven sowie der nicht meuternden Teil der Crew auf die Voyager gebeamt wird. Außerdem kann er die Schilde der Equinox deaktivieren, wodurch die Wesen den Warpkern angreifen und destabilisieren. Der meuternde Teil der Crew versucht, in ein Shuttle zu fliehen und wird von den fremden Wesen getötet. Ransom steuert die instabil gewordene Equinox von der Voyager weg, kurz darauf explodiert das Schiff. Auf der Voyager werden die überlebenden Equinox-Besatzungsmitglieder von Janeway aufgenommen, aber zu Crewmen degradiert und unter Beobachtung gestellt. |           |                                |                             |                      |                                       |                    |                                                                                                  |
| 122 | 2         | Überlebensinstinkt             | Survival Instinct           | 29. Sep. 1999        | 21. Okt. 2000                         | Terry Windell      | Ronald D. Moore                                                                                  |
| Seven of Nine kommt während eines Aufenthalts auf einer Weltraumstation in Kontakt mit drei Personen, die, wie sich später herausstellt, wie Seven ehemalige Borgdrohnen sind, und zwar aus Sevens ehemaliger Unimatrix im Borgkollektiv. In Rückblicken wird enthüllt, dass Seven und ihre ehemaligen Borg-Kollegen ein gemeinsames Erlebnis verbindet, so waren sie durch einen Absturz auf einem unbewohnten Planeten für einige Zeit vom Borgkollektiv getrennt. Während die drei anderen einen Teil ihrer Individualität wiedergewannen, wehrte sich Seven dagegen und hinderte die anderen daran, zu fliehen und so der Re-Assimilation durch ein eintreffendes Borgschiff zu entgehen. Die drei Borgdrohnen sind später aus dem Borgkollektiv entkommen und haben Seven aufgesucht, weil sie durch den Kontakt mit Seven erhoffen, ihre Individualität weiterzuentwickeln. Es stellt sich heraus, dass die drei ehemaligen Drohnen lediglich einen Monat zu leben haben, wenn ihre Implantate entfernt werden. Seven, die ihre Meinung zum Thema Individualität und Borgkollektiv geändert hat, überzeugt den Doktor, dem Wunsch der ehemaligen Borgdrohnen nach Individualität nachzukommen und die Implantate zu entfernen, auch wenn es ihren früheren Tod bedeutet. |           |                                |                             |                      |                                       |                    |                                                                                                  |
| 123 | 3         | Die Barke der Toten            | Barge of the Dead           | 6. Okt. 1999         | 28. Okt. 2000                         | Mike Vejar         | Bryan Fuller; Idee: Ronald D. Moore, Bryan Fuller                                                |
| Während einer Außenmission fällt B’Elanna Torres durch einen Unfall in ein Koma. Während des Komas hat sie eine Vision, dass sie sich auf der Barke der Toten befindet, einem Segelschiff, das nach klingonischem Mythos die unehrenhaften Krieger zur klingonischen Unterwelt Gre'thor befördert. Sie entdeckt, dass auch ihre Mutter Miral auf dem Schiff ist und dass sie dies verschuldet hat, denn B'Elannas wiederholte Leugnung ihres klingonischen Erbes hat auch ihre Mutter Miral entehrt. Als B'Elanna aus dem Koma erwacht, ist sie von der Realität ihrer Erlebnisse während des Komas überzeugt. Sie überredet Janeway und den Doktor, sie in ein künstliches Koma zu versetzen, damit sie auf die Barke der Toten zurückkehren kann. Dort tauscht sie mit ihrer Mutter den Platz, damit diese ins Sto'Vo'Kor, den Platz für die ehrenhaften Krieger, gelangen kann. In der Hölle angekommen, stellt B'Elanna fest, dass eine veränderte, ihr gegenüber feindselige Version der Voyager ihre eigene individuelle Hölle ist. Miral erscheint erneut, um B'Elanna zu erklären, dass sie nicht ins Sto'Vo'Kor eingehen kann, solange B'Elanna nicht ihre eigene Reise antritt. Erst als B´Elanna erklärt, dass sie das permanente Kämpfen satt habe, erklärt ihre Mutter, sie habe nun den ersten Schritt der Reise hinter sich und sie würden sich wiedersehen. In diesem Moment erwacht B'Elanna auf der Krankenstation und ist froh, am Leben zu sein. |           |                                |                             |                      |                                       |                    |                                                                                                  |
| 124 | 4         | Dame, Doktor, Ass, Spion       | Tinker, Tenor, Doctor, Spy  | 13. Okt. 1999        | 4. Nov. 2000                          | John Bruno         | Joe Menosky; Idee: Bill Vallely                                                                  |
| Der Doktor hat von Captain Janeway die Erlaubnis erhalten, sein Programm so zu modifizieren, dass er zu Tagträumen fähig ist. Während der Doktor Tagträumen nachgeht, in denen er als kommandierendes Notfallprogramm Heldentaten zur Rettung der Voyager vollbringt, wird die Voyager unbemerkt von einem Schiff der Hierarchie beobachtet. Dazu zapfen sie ausgerechnet den Bewusstseinsstrom des Doktors an. Nachdem sie durch die Tagträume des Doktors überzeugt werden, dass es sich bei der Voyager um ein mächtiges Raumschiff mit überlegener Technologie handelt, nehmen sie davon Abstand, die Voyager anzugreifen, um wertvolle Teile auszuschlachten, wie sie es sonst mit fremden Schiffen in ihrem Raum zu tun pflegen. |           |                                |                             |                      |                                       |                    |                                                                                                  |
| 125 | 5         | Alice                          | Alice                       | 20. Okt. 1999        | 11. Nov. 2000                         | David Livingston   | Bryan Fuller, Michael Taylor; Idee: Juliann deLayne                                              |
| Tom Paris erwirbt über einen Schrotthändler ein kleines, scheinbar stark beschädigtes Schiff, das er in seiner Freizeit liebevoll instandsetzt. Mit der Zeit entwickelt Tom eine starke Obsession für das Schiff, das er Alice nennt. Wie sich herausstellt, hat das Schiff ein Bewusstsein und kann nur komplett funktionieren, wenn es einen mit seinem neuralen Interface kompatiblen Piloten findet. Als das Schiff schließlich die Kontrolle über Toms Bewusstsein immer mehr übernimmt, zwingt es ihn, die Voyager zu verlassen und in seine „Heimat“ zu fliegen. Die Voyager holt Tom wieder ein und die an Bord des Flyers gebeamte B'Elanna überzeugt Tom, sich von Alice zu trennen. Tom und B'Elanna werden wieder an Bord der Voyager gebeamt, während das Schiff Alice auf eine Anomalie zusteuert und dort zerstört wird. |           |                                |                             |                      |                                       |                    |                                                                                                  |
| 126 | 6         | Rätsel                         | Riddles                     | 3. Nov. 1999         | 18. Nov. 2000                         | Roxann Dawson      | Robert Doherty; Idee: André Bormanis                                                             |
| Tuvok und Neelix kehren von einer Außenmission im Delta Flyer zurück, als sie von einem gut getarnten Schiff angegriffen werden und Tuvok einen neurologischen Schaden erleidet. Als Ergebnis leidet er an kognitiven Schäden, Gedächtnisverlust und Verlust an Emotionskontrolle. Neelix hilft Tuvok bei der Genesung, wobei sich die beiden, die sich vorher nicht sehr mochten, miteinander anfreunden. Im Laufe der Genesung können Tuvoks Fähigkeiten zunächst nicht vollständig wiederhergestellt werden, aber er findet Gefallen an anderen Aktivitäten wie dem Backen und zeigt eine veränderte Persönlichkeit. Ein Muster auf einem von Tuvoks Kuchen liefert der Voyager den Hinweis, wie sie das getarnte Schiff finden kann. Mit den Details über die gegen Tuvok verwendete Waffe kann dieser gesundheitlich wiederhergestellt werden, aber davon muss Neelix Tuvok erst überzeugen, denn dieser möchte zunächst nicht zu seiner alten Persönlichkeit zurück. Am Ende tauschen sich die beiden kurz in der Kantine über ein Rätsel aus, etwas, was Tuvok vor seinem Unfall als überflüssigen Zeitvertreib abgelehnt hat. |           |                                |                             |                      |                                       |                    |                                                                                                  |
| 127 | 7         | Die Zähne des Drachen          | Dragon’s Teeth              | 10. Nov. 1999        | 24. Nov. 2000                         | Winrich Kolbe      | Michael Taylor, Brannon Braga, Joe Menosky; Idee: Michael Taylor                                 |
| Die Voyager wird in einen Subraumkorridor gezogen und trifft dort auf einen verwüsteten Planeten, dessen Bewohner sich in Kammern in Stase befinden. Seven weckt einen Insassen der Stasekammern auf. Die Voyager lernt, dass das Volk der Vaadwaur auf dem Planeten die Subraumkorridore kartiert und für Handel und Forschung mit anderen Planeten genutzt haben soll. Sie wurden jedoch von den Bewohnern anderer Planeten wie den Turei um ihr Wissen über die Subraumkorridore beneidet und bekämpft. Die Voyager findet heraus, dass die Vaadwaur nicht die Opfer, sondern die Verursacher der Kriege sind, weil sie die Subraumkorridore für Überfälle auf andere Planeten genutzt haben. Der Krieg um die Subraumkorridore flammt mit dem Aufwecken weiterer Vaadwaur aus der Stase wieder auf und die Voyager wird ebenfalls in die Kämpfe hineingezogen. Daraufhin nimmt die Voyager Kontakt mit den Turei auf, mit deren Hilfe die Voyager es schafft, die Atmosphäre zu verlassen. Sie finden jedoch heraus, dass auch viele Vaadwaurschiffe in die Subraumkorridore durchgebrochen sind. |           |                                |                             |                      |                                       |                    |                                                                                                  |
| 128 | 8         | Ein kleiner Schritt            | One Small Step              | 17. Nov. 1999        | 1. Dez. 2000                          | Robert Picardo     | Mike Wollaeger, Jessica Scott, Bryan Fuller, Michael Taylor; Idee: Mike Wollaeger, Jessica Scott |
| Die Voyager stößt auf eine Graviton-Ellipse, ein seltenes Phänomen, das unter anderem von Ares IV, einem Modul der Mars-Mission aus dem Jahr 2032, beobachtet wurde, bevor es darin verschwand. Als ein Außenteam der Voyager die Graviton-Ellipse näher beobachtet, werden sie ebenfalls in die Ellipse gezogen und der Delta-Flyer beschädigt. Seven trägt entscheidend zur Rettung bei, indem sie in der Ellipse das Modul Ares IV aufsucht und dort technische Teile für die Reparatur des Delta-Flyers birgt. Nachdem Seven an der Außenmission zunächst nur widerwillig teilgenommen hat, lernt sie die Beschäftigung mit der menschlichen Geschichte zu schätzen. Sie bringt auch die Aufzeichnung des Crewman Kelly der Ares IV und seine noch erhaltene Leiche mit, die von der Voyager nach der Rettung des Delta-Flyers ehrenvoll bestattet wird. |           |                                |                             |                      |                                       |                    |                                                                                                  |
| 129 | 9         | Die Voyager-Konspiration       | The Voyager Conspiracy      | 24. Nov. 1999        | 8. Dez. 2000                          | Terry Windell      | Joe Menosky                                                                                      |
| Seven of Nine hat einen Kortikal-Prozessor entwickelt, mit dem sie innerhalb von Stunden während ihrer Regeneration die gesamten aufgezeichneten Daten in ihr Gehirn laden kann. Während dieses Wissen am Anfang sich noch als nützlich erweist, kann Seven die Vielzahl der Daten nicht mehr verarbeiten und entwickelt nach und nach mehrere Verschwörungstheorien, in denen sie zuerst Janeway und dann Chakotay verdächtigt, die Voyager als Teil einer großen Verschwörung absichtlich in den Delta-Quadranten gebracht zu haben. Auch der Kontakt zu einem Fremden, der ein Katapult gebaut hat, das ihn und auch die Voyager um einige Jahre näher in Richtung Heimat bringen soll, ist für sie Teil der Verschwörung. Schließlich flieht Seven mit dem Delta-Flyer von der Voyager, weil sie überzeugt ist, dass Janeway plant, sie zu Experimentierzwecken an die Föderation zu übergeben. Janeway beamt an Bord des Delta-Flyers und überzeugt Seven, wieder zur Voyager zurückzukehren, indem sie Seven an ihr langes, vertrauensvolles Verhältnis erinnert. Die Voyager benutzt schließlich das Katapult und verkürzt ihren Flug zur Erde um drei Jahre. |           |                                |                             |                      |                                       |                    |                                                                                                  |
| 130 | 10        | Das Pfadfinder-Projekt         | Pathfinder                  | 1. Dez. 1999         | 15. Dez. 2000                         | Mike Vejar         | David Zabel, Kenneth Biller; Idee: David Zabel                                                   |
| Auf der Erde arbeitet Lt. Reginald Barclay als Teil eines Projektteams an einem Weg, mit der Voyager Kontakt aufzunehmen. Barclay ist inzwischen so besessen von der Voyager, dass er auf dem Holodeck eine komplette Voyager als Programm regelmäßig laufen lässt und als außerordentlich beliebtes und kompetentes Mitglied der virtuellen Crew seine Freizeit verbringt. Gleichzeitig entwickelt er in Überstunden eine Theorie, wie die Föderation Kontakt mit der Voyager aufnehmen könnte. Als sein Vorgesetzter seine Theorie als zu unausgereift zunächst ablehnt und ihn wegen seiner Obsession und Überarbeitung vom Dienst suspendiert, bricht er ins Labor ein und setzt seine Idee allein um. Er wird dabei entdeckt und verhaftet, nachdem er bereits eine Botschaft an die Voyager abgesetzt hat. Als die Voyager antwortet, wird er wieder in seine Position eingesetzt. Auf der Voyager stoßen die Crew-Mitglieder auf den erfolgreichen Kontakt und auf den für sie unbekannten Lt. Reginald Barclay an. |           |                                |                             |                      |                                       |                    |                                                                                                  |
| 131 | 11        | Fair Haven                     | Fair Haven                  | 12. Jan. 2000        | 22. Dez. 2000                         | Allan Kroeker      | Robin Burger                                                                                     |
| Tom Paris hat auf dem Holodeck für die Crew ein Programm erschaffen, das in einem irischen Dorf des 19. Jahrhunderts namens Fair Haven spielt. Als die Voyager über mehrere Tage bewegungslos während verschiedener Weltraumphänomene ausharren muss, läuft das Programm viele Tage ununterbrochen zur Unterhaltung der Crew. Auch Janeway nutzt das Programm und verliebt sich in die Figur des Barkeepers Michael, die sie nach ihren Vorstellungen verändert hat. Sie lässt aber dann davon ab, weil sie die Liebe zu einem Hologramm für perspektivlos hält. Als bei einem Sturm sämtliche Energie in die Deflektorschilde geleitet werden muss, wird das Fair-Haven-Programm beschädigt. Janeway sichert danach die Figur des Michael und schützt sie vor Veränderungen. Die Geschichte um Fair Haven wird in Staffel 6 in der Folge Das Geistervolk weitergeführt. |           |                                |                             |                      |                                       |                    |                                                                                                  |
| 132 | 12        | Es geschah in einem Augenblick | Blink of an Eye             | 19. Jan. 2000        | 30. Dez. 2000                         | Gabrielle Beaumont | Scott Miller, Joe Menosky; Idee: Michael Taylor                                                  |
| Die Voyager wird in den Orbit eines Planeten hineingezogen, auf dessen Oberfläche die Zeit für die Bewohner deutlich schneller vergeht als auf der Voyager und im Weltraum um sie herum. Während die Voyager versucht, sich wieder aus dem Orbit zu befreien, ist sie als helles Himmelsphänomen, ähnlich einem großen Stern, für die Bewohner des Planeten zu sehen. Der Anblick der Voyager inspiriert die Kultur auf dem Planeten von den Anfängen in einer Art Steinzeit bis zur Entwicklung der Raumfahrt. Als auf dem Planeten schließlich die Technologie so weit gediehen ist, dass die Bewohner Raumfahrt, Warp-Antrieb und Zeitmodulatoren beherrschen, können sie Kontakt mit der Voyager aufnehmen und ihr helfen, sich aus dem Orbit des Planeten zu befreien. |           |                                |                             |                      |                                       |                    |                                                                                                  |
| 133 | 13        | Der Virtuose                   | Virtuoso                    | 26. Jan. 2000        | 23. Feb. 2001                         | Les Landau         | Raf Green, Kenneth Biller                                                                        |
| Die Voyager hat Kontakt einigen Vertretern des Volkes der Qomar. Nachdem die Qomar zunächst sehr arrogant auftreten, weil sie sich der Voyager technisch überlegen fühlen, entwickeln sie ein großes Interesse an Musik, was sie in ihrer eigenen Kultur nicht kennen. Sie verehren vor allem den Doktor, dessen musikalische Darbietungen (vor allem Opernarien) schließlich zu einem wahren Fankult des Doktors unter den Qomar führen. Der Doktor ist von der Verehrung so sehr geschmeichelt, dass er die Voyager verlassen und sich den Qomar anschließen will. Als die Qomar jedoch eine Kopie von ihm mit einigen aus der Sicht der Qomar verbesserten Subroutinen für seine Stimme erstellen, erkennt er, dass die Qomar ihn gar nicht als Person, sondern als Musikerzeugungsprogramm schätzen. Der Doktor bleibt daraufhin auf der Voyager. Inzwischen hat er jedoch mit seinen Plänen einige seiner Freunde und Kollegen auf der Voyager vor den Kopf gestoßen. Die Episode endet mit einem Besuch von Seven in der Krankenstation, wo sie dem Doktor sagt, wie sehr sie ihn nicht nur als Virtuosen, sondern auch als Freund schätzt. |           |                                |                             |                      |                                       |                    |                                                                                                  |
| 134 | 14        | Das Mahnmal                    | Memorial                    | 2. Feb. 2000         | 2. März 2001                          | Allan Kroeker      | Robin Burger; Idee: Brannon Braga                                                                |
| Auf der Voyager werden immer mehr Crewmitglieder von verstörenden Bildern, Albträumen und Angstzuständen heimgesucht: Die Betroffenen scheinen sich daran zu erinnern, dass sie an einem Krieg teilgenommen haben und als Teil der Kampfhandlungen auch eine größere Zahl von Zivilisten getötet haben. Die Voyager findet heraus, dass die Erinnerungen ihren Ursprung auf einem Planeten haben, an dem die Voyager vorbeigeflogen ist: Dort befindet sich ein Mahnmal, das neurogene Impulse ausstößt, so dass alle Vorbeifliegenden ein Massaker an Unschuldigen miterleben, das vor über 300 Jahren auf dem Planeten stattfand. Diese Art der Übertragung der Geschichte soll dafür sorgen, dass das Ereignis besser in Erinnerung bleibt als durch Worte. Nachdem die Voyager zunächst dafür stimmt, das Mahnmal zu deaktivieren, damit niemand mehr von solchen Bildern belastet wird, entscheidet Janeway, dass die Erinnerung wichtig sei, und lässt das Mahnmal, dessen Energiezellen fast erschöpft sind, reparieren. Eine Warnbake soll in Zukunft vorbeifliegende Schiffe warnen, was sie zu erwarten haben. |           |                                |                             |                      |                                       |                    |                                                                                                  |
| 135 | 15        | Tsunkatse                      | Tsunkatse                   | 9. Feb. 2000         | 9. März 2001                          | Mike Vejar         | Robert J. Doherty; Idee: Gannon Kenney                                                           |
| Die Voyager-Besatzung macht Landurlaub. Chakotay, Torres, Neelix und andere begeistern sich für Tsunkatse, eine öffentliche Zweikampfdarbietung in einer Arena. Als Tuvok und Seven of Nine einen Mikronebel erforschen, werden sie vom Tsunkatse-Veranstalter entführt. Tuvok soll gezwungen werden, an einem Match teilzunehmen. Da er verletzt ist und somit kaum Überlebenschancen hätte, tritt Seven an seiner Stelle an. Der Veranstalter zwingt sie danach, an einem Kampf teilzunehmen, der nur mit ihrem Tod oder mit dem ihres Kontrahenten enden kann. Sie wird von einem Hirogen trainiert, der sie darauf einstimmt, ihren Gegner zu töten, um selbst zu überleben. Beim Match stellt sich heraus, dass er selbst ihr Gegner ist: Er muss seit 19 Jahren an Kämpfen teilnehmen und will lieber sterben. Seven will ihn nicht töten. Die Voyager-Besatzung hat inzwischen herausgefunden, dass die Matches nicht in der Arena auf dem Planeten stattfinden, sondern von einem Raumschiff aus übertragen werden. Bei einem Gefecht beschädigt sie dessen Schutzschildgeneratoren und beamt Tuvok, Seven und ihren Gegner an Bord. Seven fühlt sich schuldig, weil sie nicht sicher ist, ob sie den Hirogen getötet hätte. |           |                                |                             |                      |                                       |                    |                                                                                                  |
| 136 | 16        | Kollektiv                      | Collective                  | 16. Feb. 2000        | 16. März 2001                         | Allison Liddi      | Michael Taylor; Idee: Andrew Shepard Price, Mark Gaberman                                        |
| Der Delta Flyer mit Chakotay, Paris, Kim und Neelix an Bord trifft während einer Routinemission auf einen Borgkubus. Dieser besiegt den Flyer und nimmt die Crew gefangen. Die Borg fordern von der später eintreffenden Voyager Ersatzteile im Austausch für die Gefangenen. Die Voyager schickt Seven zur Erkundung und Verhandlung auf den Borg-Kubus, wo Seven feststellt, dass lediglich fünf Kinder und ein Säugling noch an Bord sind, die erwachsenen Borgdrohnen sind auf unerklärliche Weise gestorben und der Borgkubus beschädigt. Der Doktor entdeckt bei der Untersuchung einer der Borg-Leichen einen Virus, der die erwachsenen Borg getötet hat, nur die Kinder waren durch ihren Aufenthalt in Reifungskammern geschützt. Aus den Dateien des Borgkubus erfährt die Voyager, dass das Borgkollektiv zwar den Hilferuf der Kinder erhalten hat, aber nicht zur Rettung kommen wird, weil die „unausgereiften“ Kinder für das Borgkollektiv nicht von Wichtigkeit sind. Nach einigen Auseinandersetzungen, bei denen der tonangebende Jugendliche sein Leben verliert, kann Seven die übrigen Jugendlichen überzeugen, auf die Voyager zu kommen und dort wie sie ein Leben außerhalb des Borgkollektivs aufzunehmen. Die Folge Das Kollektiv ist der erste Auftritt der Figur des Icheb. Der Handlungsbogen wird unter anderem in der Folge Icheb in der 6. Staffel weitergeführt. |           |                                |                             |                      |                                       |                    |                                                                                                  |
| 137 | 17        | Das Geistervolk                | Spirit Folk                 | 23. Feb. 2000        | 23. März 2001                         | David Livingston   | Bryan Fuller                                                                                     |
| Die Crew der Voyager nutzt weiterhin das Fair-Haven-Programm auf dem Holodeck, das von Tom Paris zur Unterhaltung erstellt wurde. (Das Programm wurde erstmals in der Folge Fair Haven in Staffel 6 eingeführt.) Als das Programm über mehrere Tage ununterbrochen läuft, beginnen die Figuren des Programms plötzlich ein Eigenleben zu entwickeln und nehmen wahr, dass die Crewmitglieder der Voyager anders sind als die sonstigen Einwohner von Fair Haven. So bemerken die Einwohner den Einsatz von Technologie durch Tom und Harry und setzen schließlich Tom, Harry und auch den Doktor fest, weil sie sie als „Geistervolk“ betrachten und der Hexerei verdächtigen. Die Crew hat aber technische Probleme, die drei aus dem Programm zu befreien. Die Holofigur des Barkeepers Michael gelangt mit dem Emitter des Doktors an Bord der Voyager, wo ihm Janeway erklärt, woher die Crewmitglieder der Voyager kommen. Michael hilft daraufhin Janeway, den Konflikt mit den Dorfbewohnern zu entschärfen und Harry, Tom und den Doktor zu befreien. |           |                                |                             |                      |                                       |                    |                                                                                                  |
| 138 | 18        | Asche zu Asche                 | Ashes to Ashes              | 1. März 2000         | 30. März 2001                         | Terry Windell      | Robert Doherty; Idee: Ronald Wilkerson                                                           |
| Fähnrich Lyndsay Ballard, die drei Jahre zuvor bei einer Außenmission mit Harry Kim getötet wurde, wurde von den Kobali wiederbelebt und ihnen genetisch angepasst – so pflanzen sie sich fort. Sie ist nun mit einem Shuttle zur Voyager geflohen. Der Doktor gibt Lyndsay ihr menschliches Aussehen zurück, sie wird wieder in die Besatzung integriert und geht eine Beziehung mit Harry ein, nachdem der ihr mit mehrjähriger Verspätung seine Liebe gestanden hat. Sie fängt jedoch an, im Dienst Kobali zu sprechen, ohne dass es ihr auffällt. Ihr Kobali-Vater versucht, sie zurückzuholen. Sie weist ihn ab, bemerkt aber, dass sie sich nicht mehr an ihren menschlichen Vater erinnert. Als ihre Kobali-Physiologie sich wieder durchsetzt, schließt sie, dass sie nicht mehr Lyndsay Ballard ist, und geht freiwillig zu den Kobali. |           |                                |                             |                      |                                       |                    |                                                                                                  |
| 139 | 19        | Icheb                          | Child’s Play                | 8. März 2000         | 6. Apr. 2001                          | Mike Vejar         | Raf Green; Idee: Paul Brown                                                                      |
| Icheb ist einer der Jugendlichen, die die Voyager von einem Borg-Kubus gerettet haben (siehe die Folge Das Kollektiv in Staffel 6). Der Crew der Voyager ist es gelungen, die Familie von Icheb zu lokalisieren. Icheb fällt der Abschied von der Voyager schwer, auch weil die Kultur seiner Familie sich lediglich in Genetik auf einem höheren technologischen Niveau befindet und Icheb seinem Interesse für Astrometrie nicht mehr nachgehen werden kann. Auch Seven of Nine möchte sich ungern von Icheb trennen, zumal der Planet in der Nähe von einem von den Borg genutzten Transwarpkanal liegt. Nachdem die Voyager bereits Icheb bei seinen Eltern zurückgelassen hat, fallen Seven Unstimmigkeiten in der Geschichte von Ichebs Eltern auf. Die Voyager kehrt zum Planeten von Ichebs Eltern zurück. Wie sich herausstellt, ist Icheb von Geburt an genetisch so verändert, dass er einen für die Borg tödlichen Virus in sich trägt. Ichebs Volk nutzt genetisch manipulierte Kinder und lässt sie von den Borg assimilieren, um die Borg-Schiffe, die in der Nähe des Planeten vorbeifliegen, zu sabotieren. So sind auch die erwachsenen Drohnen auf dem Borg-Kubus getötet worden, auf dem die Voyager Icheb gefunden hat. Icheb ist von seinen Eltern betäubt und mit einer Sonde bereits losgeschickt worden, um erneut assimiliert zu werden. Der Voyager gelingt es, die Sonde wieder einzufangen und ein auftauchendes Borgschiff zu zerstören. Icheb bleibt nun an Bord der Voyager, die ihre Reise zur Erde fortsetzt. |           |                                |                             |                      |                                       |                    |                                                                                                  |
| 140 | 20        | Der gute Hirte                 | Good Shepherd               | 15. März 2000        | 20. Apr. 2001                         | Winrich Kolbe      | Dianna Gitto, Joe Menosky; Idee: Dianna Gitto                                                    |
| Janeway erfährt bei einer Lagebesprechung, dass es drei Personen an Bord gibt, die sich kaum in die Crew integrieren. Wie der biblische gute Hirte, der seine verlorenen Schafe einsammelt, will sich Janeway um diese drei Crewmitglieder kümmern, indem sie sie auf eine Außenmission mit dem Delta-Flyer zur Erfassung astrometrischer Daten mitnimmt. Im Laufe der Mission gerät der Delta-Flyer unerwartet in Gefahr, weil die Außenhülle und der Antrieb durch ein unbekanntes Phänomen beschädigt werden. Um sich zu retten und zur Voyager zurückzukehren, wachsen alle drei Crewmitglieder über sich hinaus: Der Hypochonder Telfer überwindet durch den intensiven körperlichen Kontakt mit einer außerirdischen Spezies seine Angst vor Krankheiten, die wenig selbstsichere Tal gewinnt an Selbstbewusstsein und der mit seinen Theorien beschäftigte Harren gewinnt widerwillig Kontakt mit der Realität im Weltraum. |           |                                |                             |                      |                                       |                    |                                                                                                  |
| 141 | 21        | Lebe flott und in Frieden      | Live Fast and Prosper       | 19. Apr. 2000        | 27. Apr. 2001                         | LeVar Burton       | Robin Burger                                                                                     |
| Die Voyager ist auf der Suche nach einer kleinen Gruppe von Betrügern, die sich als Crew der Voyager (unter anderem Janeway und Tuvok) ausgeben und sich unter falschen Vorspiegelungen Rohstoffe und andere Werte ergaunern. In Zusammenarbeit mit einem anderen Betrogenen kann die Voyager das kleine Schiff der Betrüger lokalisieren und zumindest ein Mitglied der Betrügerbande, die falsche Captain Janeway, festnehmen. Sie lassen dann die falsche Janeway wieder zum Schein mit dem Delta Flyer entkommen, damit sie sie zu den beiden anderen Betrügern führt. Tom und der Doktor fliegen jedoch versteckt im Delta Flyer mit. Mit einem Trick, indem der Doktor die Gestalt der falschen Janeway annimmt, können sie die beiden anderen Betrüger ebenfalls festnehmen. |           |                                |                             |                      |                                       |                    |                                                                                                  |
| 142 | 22        | Die Muse                       | Muse                        | 26. Apr. 2000        | 4. Mai 2001                           | Mike Vejar         | Joe Menosky                                                                                      |
| B’Elanna Torres und Harry Kim stürzen während einer Außenmission mit dem Delta Flyer auf einem Planeten ab. Weil Harry sich mit einer Raumkapsel rettet, ist B'Elanna nach dem Absturz des Delta Flyers zunächst auf sich allein gestellt. Sie findet sich in Gefangenschaft eines Dichters wieder, der ihre letzten Audioprotokolle als Inspiration für ein Theaterstück über die Abenteuer einer fiktiven B’Elanna Torres nutzt. Obwohl sich Torres befreien kann, kommt der Dichter immer wieder, um im Austausch für Essen und Ersatzteile für den Delta Flyer Torres weitere Informationen über die Voyager zu entlocken, damit er neue Ideen für seine Theaterstücke hat, auch in der Hoffnung, seinen kriegslüsternen Patron mit einem pazifistischen Stück zum Frieden mit den Nachbarn zu bewegen. Als Harry Kim eintrifft und einen Subraum-Transmitter aus seiner Rettungskapsel mitbringt, gelingt es den beiden endlich, einen Hilferuf an die Voyager abzusetzen. Bevor Torres und Kim von der Voyager vom Planeten gebeamt werden, kehrt Torres kurz zur Theatergruppe zurück und hilft dem Dichter, seinem kämpferischen Stück ein pazifistisches Ende zu geben. |           |                                |                             |                      |                                       |                    |                                                                                                  |
| 143 | 23        | Voller Wut                     | Fury                        | 3. Mai 2000          | 11. Mai 2001                          | John Bruno         | Bryan Fuller, Michael Taylor; Idee: Rick Berman, Brannon Braga                                   |
| Die Voyager trifft auf eine deutlich gealterte Kes vom Volk der Ocampa, die vor einigen Jahren Crewmitglied war, bevor sie das Raumschiff verlassen hat. Sie ist voller Wut auf Janeway und die Crew, die sie in ihrer Entwicklung ihrer übermächtigen telekinetischen Kräfte ermutigt haben, so dass sich Kes nun zu fremd für ihre Heimat bei den Ocampa fühlt. Kes greift für die Voyager überraschend an, dringt in den Maschinenraum ein und zieht Energie vom Warpkern ab, womit es ihr gelingt, jünger zu werden und in die Vergangenheit zu reisen. In der Vergangenheit versucht sie, ihr früheres Ich daran zu hindern, sich der Voyager anzuschließen, und versucht, die Voyager an die feindlich gesinnten Vidiianer auszuliefern. Als die ältere Kes Janeway angreift, tötet diese sie. Als sich Jahre später die Geschichte mit Kes erneut wiederholt, sind Janeway und ihre Crew vorbereitet und nehmen Kes gefangen. Janeway spielt dann eine Aufnahme der jüngeren Kes ab, in der diese die ältere Kes daran erinnert, wie gut die Crew der Voyager Kes behandelt hat, und überzeugt sie, doch zu den Ocampa zurückzukehren. |           |                                |                             |                      |                                       |                    |                                                                                                  |
| 144 | 24        | Rettungsanker                  | Life Line                   | 10. Mai 2000         | 18. Mai 2001                          | Terry Windell      | Robert Doherty, Raf Green, Brannon Braga; Idee: John Bruno, Robert Picardo                       |
| Dank des Pfadfinder-Projekts von Reginald Barclay von der Sternenflotte kann die Voyager regelmäßig mit der Erde Nachrichten austauschen. So erfährt der Doktor davon, dass sein Schöpfer, Dr. Lewis Zimmerman, sterbenskrank ist. Er erhält von Janeway die Erlaubnis, mit als komprimierte Datei mit dem Datenstrom der Voyager zur Erde zu reisen, um ihm mit einer Behandlungsmethode zu helfen, die der Doktor selbst im Deltaquadranten entwickelt hat. Dort angekommen wird er von Zimmerman nicht erfreut empfangen, weil dieser ihn als Arzt nicht ernst nimmt, denn das Programm des Doktors ist inzwischen veraltet und die Hologramme werden sonst als Reinigungspersonal auf Müllfrachtern eingesetzt. Barclay und Deanna Troi, die von Barclay zu Hilfe gerufen wurde, gelingt es durch einen Trick, den Zimmerman und den Doktor miteinander zu versöhnen. Der Doktor beginnt eine Behandlung von Zimmerman, bevor er mit dem nächsten Datenstrom von der Sternenflotte wieder zurück zur Voyager zurückgeschickt wird. |           |                                |                             |                      |                                       |                    |                                                                                                  |
| 145 | 25        | Der Spuk auf Deck Zwölf        | The Haunting of Deck Twelve | 17. Mai 2000         | 15. Juni 2001                         | David Livingston   | Mike Sussman, Kenneth Biller, Bryan Fuller; Idee: Mike Sussman                                   |
| Die Voyager fliegt fast vollständig abgeschaltet durch einen Nebel. Neelix nutzt diese Zeit, um den an Bord befindlichen Kindern eine Gruselgeschichte zu erzählen: Vor einiger Zeit ist die Voyager bereits einmal durch einen Nebel geflogen. In der Folge erlebte die Voyager und ihre Crew eine Vielzahl von Fehlfunktionen, die, wie sich herausstellt, von einem Wesen ausgehen, das die Voyager wohl versehentlich aus dem Nebel mitgenommen hat. Die Situation an der Voyager eskaliert immer weiter, bis die Lebensfunktionen auf fast allen Sektionen des Schiffs ausfallen und die Crew das Schiff verlassen muss. Schließlich erkennt Janeway, dass dies nur Versuche des Wesens waren, die Voyager zur Rückkehr in den Nebel zu bewegen. Janeway überzeugt das Wesen davon, dass es auf die Crew der Voyager angewiesen ist und lässt einen Bereich auf Deck Zwölf für das Wesen anpassen. Dort ist das Wesen verblieben, bis die Voyager nun erneut einen Nebel erreicht hat, in den sie das Wesen entlassen kann. |           |                                |                             |                      |                                       |                    |                                                                                                  |
| 146 | 26        | Unimatrix Zero – Teil 1        | Unimatrix Zero              | 24. Mai 2000         | 1. Juni 2001                          | Allan Kroeker      | Brannon Braga, Joe Menosky; Idee: Mike Sussman                                                   |
| Seven of Nine hat einen Traum von Unimatrix Zero, einem landschaftlich schönen Ort, an dem sie sich während ihrer Regenerationsphase mit anderen Borg-Drohnen trifft. Nach einer genaueren Untersuchung stellt sich heraus, dass Unimatrix Zero real ist. Seven und die anderen Drohnen vergessen nur seine Existenz, sobald sie aus der Regeneration aufwachen. Der Ort ist in Gefahr, weil die Borg-Königin den Borgdrohnen, die sich dort treffen, auf der Spur ist, denn diese haben eine Mutation in ihren Genen und entwickeln eine nicht gewollte Individualität. Seven überzeugt Janeway, dem Hilferuf der bedrängten Borgdrohnen aus Unimatrix Zero zu folgen und zu helfen. Janeway beamt sich gemeinsam mit Tuvok und B’Elanna Torres an Bord eines Borgkubus, wo sie im zentralen Plexus vom Doktor entwickelte Viren freilassen wollen, die dafür sorgen, dass sich die Borg-Drohnen in Zukunft an Unimatrix Zero erinnern. Sie werden jedoch entdeckt und von den Borg assimiliert. (Die Handlung wird in Staffel 7 mit der Episode Unimatrix Zero, Teil 2 fortgesetzt.) |           |                                |                             |                      |                                       |                    |                                                                                                  |